# Gulstribet salamander
Gulstribet salamander (Chioglossa lusitanica) er en padde i familien egentlige salamandre som lever i Nordportugal og Nordvestspanien.

## Udseende
Gulstribet salamander har en 12-14 cm lang, slank krop med en hale som er dobbelt så lang som kroppen. Med sine hurtige bevægelser kan den forveksles med et firben. Den er mørkebrun med 2 gyldne striber på ryggen som samler sig til en enkelt stribe på halen. Gulstribet salamander har store øjne og en lang klæbrig tunge som den kan fange byttedyr med. Den kan afkaste halen som et firben hvis den bliver angrebet. En afkastet hale vil vokse ud igen, men ikke til den oprindelige længde.

## Udbredelse og levested
Gulstribet salamander findes kun bjergrige områder i det nordvestlige Spanien (Galicien og Asturien) og det nordlige og centrale Portugal med over 1.000 mm nedbør årligt i højder fra 100-1000 moh. Den er udsat i Serra De Sintra-bjerkæden i Portugal. Udbredelsesområdet er fragmenteret og sandsynligvis mindre end 2.000 km² i alt. Antallet af steder i Portugal og Spanien hvor der findes gulstribet salamander, er nedadgående, så arten er optaget på IUCN's rødliste som truet. Truslerne mod arten er forurening af vandløb, kanalisering og vandindvinding, tab af levesteder ved opdyrkning (fyrre- og eukalyptus-plantager), samt i Portugal også naturbrande.
Gulstribet salamander findes ved klare, iltrige vandløb omgivet af tæt vegetation.

## Levevis og forplanting
Gulstribet salamander lægger 12-20 æg i lavt vand hvor de ofte fastgøres til bunden sommer og efterår. Larverne bliver i vandet gennem vinteren.